# Поперечне (Казахстан)
Попере́чне (каз. Поперечное) — село у складі Ріддерської міської адміністрації Східноказахстанської області Казахстану.
Населення — 261 особа (2009; 406 у 1999, 378 у 1989).
Національний склад станом на 1989 рік:
- росіяни — 100 %